# دنيس سميث
دنيس سميث (26 نوفمبر 1971 بديربان في جنوب إفريقيا - ) (بالإنجليزية: Dennis Smith)‏ هو لاعب كريكت جنوب إفريقي.

## وصلات خارجية
- دنيس سميث على موقع إي آس بي آن كريك إنفو (الإنجليزية)